# Knots Untie
«Desatando Nudos» —título original en inglés: «Knots Untie»— es el decimoprimer episodio de la sexta temporada de la serie de televisión The Walking Dead. Se estrenó el día 28 de febrero de 2016, la cadena Fox hizo lo mismo el día 29 del mismo mes en España e Hispanoamérica. Fue dirigido por Michael E. Satrazemis y en el guion estuvieron a cargo Matthew Negrete & Channing Powell.
La colonia de Hilltop se introduce por primera vez en este episodio, así como muchos personajes de los cómics. Lo más notable es el personaje de Gregory, que es interpretado por Xander Berkeley.

## Trama
Abraham (Michael Cudlitz) coquetea y dialoga con Sasha (Sonequa Martin-Green) regresando de una patrulla. Sasha le informa que ella se turna con Eugene y ya no trabaja con él. Abraham suspira y se queda pensativo. En una escena de flashback, Abraham se encuentra en la cama con Rosita (Christian Serratos), después de tener relaciones sexuales. Ella le regala un collar y luego se dirige a darse un baño, Abraham no deja de pensar en ella.
En la casa de Rick (Andrew Lincoln), Jesús (Tom Payne) espera a Rick y a Michonne (Danai Gurira) para vestirse. Carl (Chandler Riggs) descubre a Jesús y le apunta con una pistola a la cabeza, pensando que se trataba de un intruso. Sin embargo cuando los otros llegan. Michonne y Rick emergen desde el dormitorio y asegura a todos que Jesús sólo quiere hablar.
Jesús le dice a grupo de Rick que es parte de una comunidad que cría ganado y posee cultivos, su trabajo consiste en buscar otros asentamientos o cumunidades aledañas en el área y trata de comvencer a los residentes de Alexandria de abrir un comercio para ayudarse mutuamente. Él se ofrece a llevarlos a su comunidad llamada Hilltop, para demostrar que está diciendo la verdad. Sin embargo, durante el recorrido hacia Hilltop, encuentran un auto volcado en la mitad de la calle y Jesús reconoce de quién es: se trata de unas cuatro personas que acompañaban a Jesús durante su búsqueda, uno de ellos esta herido. Durante el camino después de que el grupo de Rick junto con Jesús se detienen en el camino para rescatar a las personas de la comunidad de Hilltop, tiempo después el grupo de Rick llegan finalmente a la comunidad de Hilltop, Jesús les informa que su comunidad de residentes les ofrecen alimentos, medicinas y otros suministros a un grupo de bandidos llamado "Los Salvadores" liderados por el despiadado Negan (Jeffrey Dean Morgan), Los Salvadores y el líder de Hilltop, Gregory (Xander Berkeley), habían llegado a un acuerdo para que este grupo no atacara a la comunidad otra vez, a cambio de darles provisiones y comida, ya que Jesús les explica al grupo de Rick que después del primer ataque se quedaron sin armas y municiones para repeler a Los Salvadores, quedándoles su única defensa que eran unas lanzas improvisadas. Daryl y Abraham les explican que ellos se enfrentaron a un grupo de salvadores y que los liquidaron sin ningún problema. Maggie (Lauren Cohan) comienza a negociar con el líder de la comunidad, Gregory, pero este intenta seducir a Maggie. Ella se da percata de sus intenciones y lo pone en alto, poco después las conversaciones se interrumpen cuando un pequeño grupo de residentes de Hilltop entran y uno de los miembros del grupo, Ethan, intenta asesinar al líder de Hilltop, Gregory, por orden de Negan. Ethan apuñala a Gregory en el estómago quedando malherido, acto seguido en el que Rick y Abraham intentan detenerlo pero este junto con su compañero Andy logran someterlos, en instantes en el que un subyugado Abraham es rescatado por Daryl quien le rompe el brazo a Andy quien lo estaba asfixiando, luego Michonne y Glenn (Steven Yeun) lo apuntan Ethan quien trataba de acuchillar a Rick quien también estaba subyugado en el suelo, cuando Ethan apunta el cuchillo a Michonne, el policía le clava el cuchillo en la yugular, matándolo, cuando Daryl levanta a Abraham, al sargento se le cae el collar que le regaló Rosita.
Rick va donde Michonne y le informa sobre la amenaza de Los Salvadores y ella se dispone a ayudarlo ante esta nueva guerra y le pide a Andy, que los acompañe para que de esta forma los guie a la base donde se oculta Negan y su grupo con el fin de eliminarlos antes de que encuentren también la comunidad de Alexandría como ocurrió anteriormente con los Lobos y de esta manera tener más información sobre Los Salvadores.
Después de estos sucesos, Maggie hace un trato con Gregory donde Hilltop le otorgara la mitad de sus suministros a Alexandría, si Rick y su grupo se compromenten en aniquilar a Negan y a sus secuaces Los Salvadores, y rescatar a un rehén de Hilltop (Graig). Gregory acepta el trato de Maggie y los residentes comienzan a cargar el camper de Rick con la mitad de la comida suficiente para la comunidad de Alexandría, antes de partir devuelta a casa, Maggie se somete a una ecografía de ultrasonido por el Doctor Harlan Carson (R. Keith Harris), uno de los residentes que fueron rescatados anteriormente y le otorga unas vitaminas a Maggie para su bebé, Posteriormente un contento Glenn comparte las fotos de su hijo con el grupo, pero Abraham mira a Glenn y le sonríe mientras este estaba pensativo de lo acontecido anteriormente.

## Producción

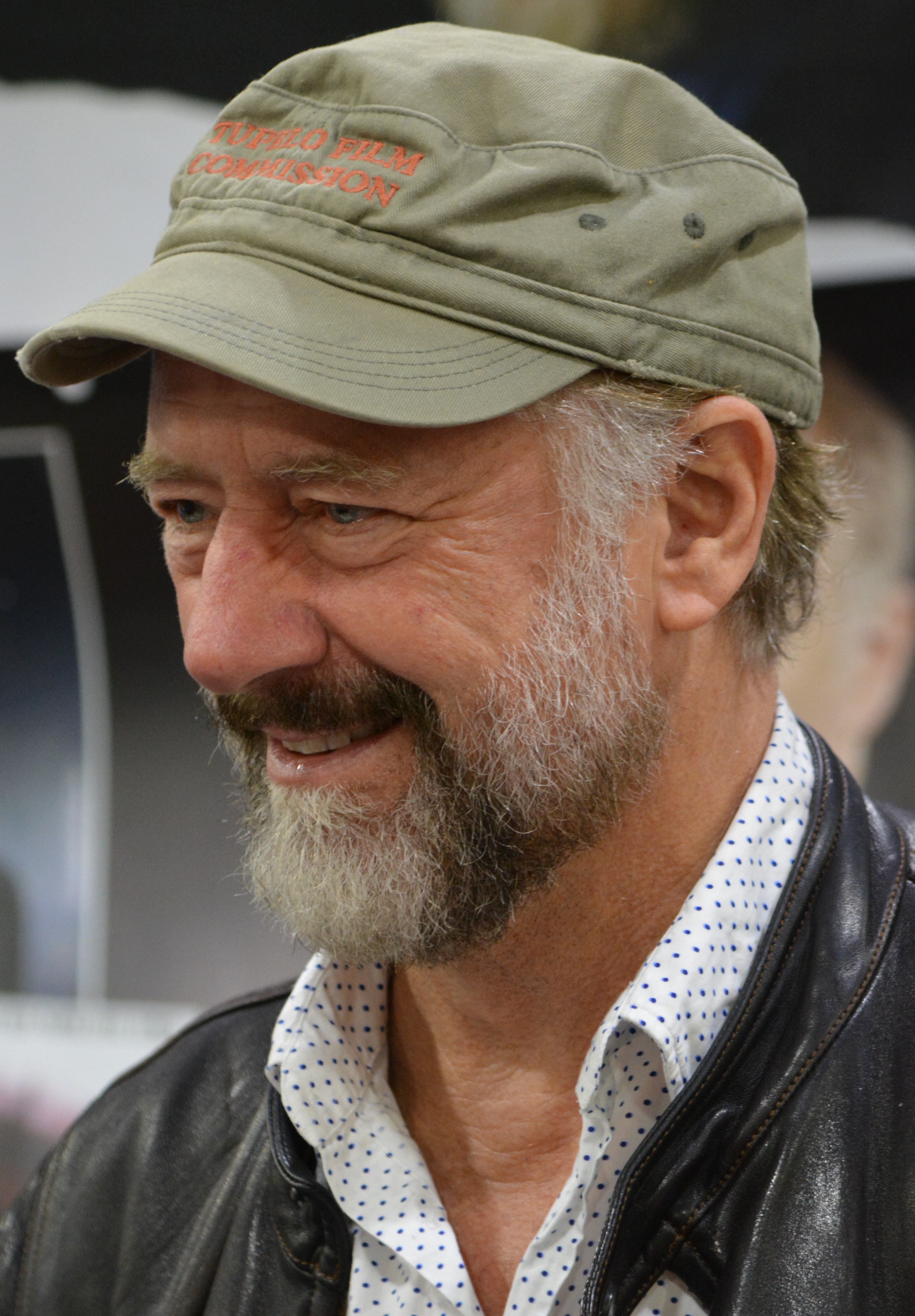
Xander Berkeley hizo su primera aparición como Gregory en este episodio.

Este episodio marca la primera aparición del personaje del cómic Gregory, que es interpretado por Xander Berkeley. Este episodio marca la primera aparición del personaje del cómic y su papel fue confirmado como Gregory en enero de 2016.
Los actores Melissa McBride (Carol Peletier), Lennie James (Morgan Jones), Alanna Masterson (Tara Chambler), Ross Marquand (Aaron), Austin Nichols (Spencer Monroe), Seth Gilliam (Padre Gabriel Stokes) y Josh McDermitt (Eugene Porter) no aparecen en este episodio, pero igual son acreditados.

## Recepción

### Recepción de la crítica
El episodio recibió elogios de la crítica. Lleva a cabo una calificación positiva de 96% con una puntuación media de 7,6 sobre 10 en la revisión lo agregó Rotten Tomatoes. Los críticos dicen lo siguiente: "Knots Untie es un excelente episodio, aunque de manera desigual con el guion, en base para el choque social peligroso y degenerativa que prefigura."

### Clasificación
El episodio promedió una calificación de 6.1 en adultos 18-49, con 12.794 millones de televidentes en general.